# Kuljket
Kuljket ili Kulked (mađ. Kölked) je selo u južnoj Mađarskoj.
Zauzima površinu od 61,94 km četvorna.

## Zemljopisni položaj
Nalazi se na 45°57'1' sjeverne zemljopisne širine i 18°42'28" istočne zemljopisne dužine, južno od Mohača, na pola puta od granice s Republikom Hrvatskom.

## Upravna organizacija
Upravno pripada Mohačkoj mikroregiji u Baranjskoj županiji. Poštanski broj je 7717.
1952. je upravnom reorganizacijom iz Kuljketa "izvučeno" naselje Erdészház i pripojeno je novokreiranom selu Vomrudu (Kalinjači).

## Stanovništvo
U Kuljketu živi 1153 stanovnika (2002.). 

## Vanjske poveznice
- (mađ.) Kölked Önkormányzatának honlapja
- (mađ.) Kölked a Vendégvárón  Arhivirana inačica izvorne stranice od 24. veljače 2005. (Wayback Machine)
- (mađ.) Légifotók Kölkedről
- Kuljket na fallingrain.com